# Kanton Dunkerque-Ouest
Der Kanton Dunkerque-Ouest war bis 2015 ein französischer Kanton im Arrondissement  Dunkerque, im Département Nord und in der Region Nord-Pas-de-Calais. Sein Hauptort war Dunkerque. Vertreterin im Generalrat des Departements war zuletzt von 2008 bis 2015 Marie Fabre (PS).

## Gemeinden
Der Kanton bestand aus einem Teil der Stadt Dunkerque (dt. Dünkirchen, angegeben ist hier die Gesamteinwohnerzahl, im Kanton waren es etwa 41.000 Einwohner) und einer weiteren Gemeinde:
| Gemeinde           | Einwohner Jahr | Fläche km² | Bevölkerungsdichte | Code INSEE | Postleitzahl        |
| ------------------ | -------------- | ---------- | ------------------ | ---------- | ------------------- |
| Cappelle-la-Grande | 7.948 (2013)   | 5,46       | 1456 Einw./km²     | 59131      | 59180               |
| Dunkerque          | 89.882 (2013)  | –          | – Einw./km²        | 59183      | 59140; 59240; 59640 |

Von Dunkerque gehörten die Stadtbezirke Dunkerque-Ouest, Fort-Mardyck und Saint-Pol-sur-Mer (beide bis Dezember 2010 eigenständige Gemeinden) zum Kanton. 